# Podhorany (powiat Kieżmark)
Podhorany (węg. Maldur, niem. Maltern) – wieś (obec) w północnej Słowacji leżąca w powiecie Kieżmark, w kraju preszowskim. Pierwsza pisemna wzmianka o wsi pochodzi z 1235 roku.